# 西梅爾卡河
西梅爾卡河（烏克蘭語：Сімерка），是烏克蘭的河流，位於該國西部，屬於圖里亞河的支流，發源自維利申基西南部，流經外喀爾巴阡州，河道全長12公里，流域面積38平方公里。